# マレーチャン
マレーチャンは株式会社J.F.C（英語: J.F.C Co,. Ltd.）が展開するマレーシア料理チェーンである。

## 概要
現在の代表である福澤笙子が、かつて経営していた料理店の従業員に、1986年当時たまたまマレーシア人が多数いたが、彼らが日本国内でハラール対応のマレーシア料理を食べることが極めて困難な様子を見て不憫に思い、マレーシア料理店として方針転換した。
現在では、ハラールに対応しているレストラン マレーチャン1(satu)以外に、マレーシアの華僑にポピュラーな薬膳スープ肉骨茶(バクテー)を提供するレストラン マレーチャン2(dua)、全国へハラール対応弁当の宅配・ケータリングを行うセントラルキッチンのキッチン マレーチャンの3店舗を経営。

## 沿革
- 1989年（平成元年） - 福澤笙子が現在のハラル対応マレーシア料理レストラン「マレーチャン1(satu)」の営業を開始。
- 2011年（平成23年） - 肉骨茶(バクテー)を提供するレストラン マレーチャン2(dua)の営業を開始。
- 2016年（平成28年）7月 - 全国へハラール対応弁当の宅配・ケータリングを行うセントラルキッチンのキッチン マレーチャンの営業を開始。

## 特徴
マレーシアの屋台の味をそのまま再現したメニューでかつ日本人の舌に合うものにメニューをこだわっている。客層は、イスラムの従業員を抱える大手企業やグローバル企業の団体客、イスラム諸国のVIP、イスラム諸国からのホテルや旅行会社経由等を含む観光客、エスニック好きの日本人。代表的なメニューは、ナシゴレン、チキンライス、ココナッツチキンカレー、サティ、ロティジャラ、ナシブリアニ、フィッシュヘッドカレー等。140種類のマレーシア料理を楽しめる。

### 店舗内装
店舗内装の側面にはマレーシアを連想させる木目調の飾りや細長い木材の繊維でできたライト等。

### 仮想通貨
ビットコイン、モナコイン、リップル 、イーサリアム、イーサリアムクラシック、ライトコイン、ネム、NANJCOIN等の仮想通貨決済341種類に対応。仮想通貨決済対応通貨数世界一。

## 運営会社
株式会社J.F.Cは、マレーシア料理「マレーチャン」3店舗を展開している。

### 企業方針
マレーシア料理を現地そのままの味で日本人も美味しく食べられるメニューを作る。またマレーシア料理の日本国内での普及に努める。ハラール対応の料理を日本国内でどこでもリーズナブルに食べられる環境を作る。

## メディアでの扱い
Hanako等を始め、多数雑誌にマレーチャンのメニューが掲載されている。日本テレビひるザイルで、EXILEがフィッシュヘッドカレーを食べる様子を紹介された。